# ちっちゃいおっさん
ちっちゃいおっさんは、兵庫県尼崎市の非公認ご当地キャラクター。運営会社である株式会社アップライト（東京都新宿区）の登録商標（第5418685号ほか）。元日本テレビ放送作家出身の池田進太郎が代表を務める株式会社アップライトの企業キャラクターとして着ボイスに2008年以前からプロデュース。最初にしゃべりだしたご当地キャラクターである。TVキー局の有名番組に多数登場し全国的に認知度を有するキャラクターであり、同じく非公認である千葉県船橋市のふなっしーとは親友であり、テレビ番組などで何度もコラボをしている。

## 設定
本名は酒田しんいち（さかたしんいち）で尼崎出身の45歳の中年男性。1965年3月3日生まれ。無職で（ただし実際は外資系金融機関に勤務していた可能性が浮上）カラオケとお酒、ギャンブル全般（本人曰く「お舟・お馬・自転車への投資」）が大好きという設定。しかしながら、子供たちへの愛情は深く、道徳心に満ち溢れたその性格からちっちゃい小言を言って回ることで「ちっちゃいおっさん」と呼ばれるようになった。それに対して他人に厳しく自分に甘いと嫁のみづえによく怒られる。進学校・スポーツ強豪校として有名な兵庫県西宮市に位置する私立報徳学園高等学校出身であることを明かしている。
また、妻のみづえもちっちゃいおばはんとご当地キャラクターとして、おっさん同様に関西弁でしゃべる。ちっちゃいおっさんとともにイベントなどに登場し夫婦漫才のような掛け合いを披露することもある。飼い犬に八木（やぎ）という名前をつけている。着ぐるみのおっさんと出て来るときの八木は本物の犬（犬種：パグ）が起用されている。

### 各所から任命されている肩書き
- 津波防災ひろめ隊（内閣府）
- ひったくり予防大使（兵庫県警察）
- 母さん助けて詐欺撲滅アドバイザー（荻窪警察署）
- 子どもを守る安心・安全1日サポーター（兵庫県警察）

### 過去の肩書実績
- そのだけいば応援大使（兵庫県庁）
- 熱中症予防大使（日本気象協会）
- 東京ガールズコレクション1日PR隊長（東京ガールズコレクション）
- いっしょにプルプル宣伝課長（S&P）

### 家族構成
家族は妻と子供が4人（2男2女）にペットの犬が1匹。
妻・酒田みづえ（37歳）「ちっちゃいおばはん」
兵庫県出身。高校卒業後カーディーラーに勤務、しんいちの猛アタックを受けて結婚する。
長女・酒田かずえ（12歳）
思春期まっただなかの中学生。
長男・酒田しんたろー（8歳）
やんちゃな小学生。動物や植物が好き。
次女・酒田みちる（5歳）
おてんばな幼稚園児。
次男・酒田とらじろう（0歳）「もっとちっちゃいおっさん」
末っ子。2014年2月3日23時03分に誕生。
飼い犬・八木（やぎ・自称33歳）
雨の日に高架下で震えていたところをしんたろーに拾われて酒田家の一員に。人語をしゃべり、おっさんの良き相談相手となっている。なお、八木という名前は阪神で代打の神様と呼ばれていた「八木裕」からとられている。
2014年5月5日に園田競馬場にてサバンナの八木真澄と前代未聞の「犬と人間の漫才」を行った。八木はサバンナ八木に慣れず、サバンナ八木の言うこともほとんど聞かずにステージ上を無軌道に歩き回るだけで、「漫才」は大成功した。その様子を後日、フジテレビの『人志松本のすべらない話』で、相方の高橋茂雄が世界初のネタとして紹介した結果、大きく話題となった。

### テーマソング
「ちっちゃいおっさん音頭」
- 歌 - 松本隆博（セリフ：ちっちゃいおっさん）
- 作詞 - 池田進太郎
- 作曲 - 松本隆博
- 編曲 - 井上高宏

「まいどおおきに！〜ちっちゃいおっさんのテーマ〜」
- 歌 - ちっちゃいおっさん
- 作詞 - 酒田しんいち
- 作曲・編曲 - 井上高宏

「ちっちゃいおっさんのまほうのテーマ」
- 歌 - ちっちゃいおっさん
- 作詞・作曲 - 酒田しんいち
- 編曲 - 井上高宏

「ちっちゃいおっさんな毎日　尼崎哀愁ver.」
- 歌 - ちっちゃいおっさん
- 作詞 - 酒田しんいち
- 作曲 - 井上高宏

### 声優
- 池田進太郎 (初代）
- 不詳（2代目、3代目）

## 来歴
2006年（平成18年）頃　着信ボイスから突如関西弁を話すおっさん「ちっちゃいおっさん」が登場。
- 10月28日、SNS「Facebook」での活動開始[8]。
- 11月22日、公式ブログ開設[9]。

- 2011年（平成23年）
  - 10月28日、SNS「Facebook」での活動開始[8]。
  - 11月22日、公式ブログ開設[9]。
  - 11月30日、SNS「Twitter」開始[10]。
- 2012年（平成24年）
  - 3月27日、動画投稿サイト「YouTube」での活動開始[11]。
  - 10月25日、テレビ朝日『やじうまテレビ!』に出演。これがテレビ初登場。
  - 11月25日、「ゆるキャラグランプリ2012」に東京都から参加し、参加865体中、21位になった[12]。
- 2013年（平成25年）
  - 11月23日・24日、「ゆるキャラさみっとin羽生」の司会進行役を両日務めた[13]。
  - 11月24日、ゆるキャラさみっとにて結果発表された「ゆるキャラグランプリ2013」に兵庫県から参加し、参加1,580体中、総合49位（ご当地部門48位）になった[14][15]。規定通りエントリーしたのに、投票サイトに投票開始日から4日間掲載されなかったこと等を問題視し、同イベントへの次回以降の不参加を表明した[13]。
- 2015年（平成27年）4月1日、ニコニコ動画にてご当地キャラクターとしては「初」のチャンネル『ちっちゃいおっさんの診療所』を開設。全国のご当地キャラクターにSkype出演で共演し、各地域のご当地を発信する生放送番組。
- 2015年（平成27年）7月2日 - 5日、米国ロサンゼルスコンベンションセンターで行われるアニメ・エキスポにスペシャルゲストとして特別に招待された。ご当地キャラ界としては日本初であり、その中でも特別招待は異例である[注 1]。アニメ・エキスポは北米最大のアニメ・コンベンションとして米国でも有名であり、日本と米国のアニメ企業と親密な関係があることから人気のゲストを呼ぶことでも知られている。日本代表として全国各地のご当地キャラクターの活躍を紹介。さらにはご当地物産や観光資源・クールジャパンを米国に紹介するため、そして日本全国を明るく元気にする活動を実施。GOH（ゲストオブオーナー）としてアニメエキスポCEOより直接招待された。オープニングセレモニーでのとり出演、LIVE配信大手クランチロールステージでのパフォーマンス、現地でのインタビュー多数出演し大盛況となった。現地では発売1カ月にして、全世界で100万本以上を売り上げたWii U向け大人気アクションゲーム「スプラトゥーン（Splatoon）」のコスプレを披露した。
- 2016年（平成28年）4月1日 、SNS「instagram」開始　今まで非公開にしていた舞台裏などの写真も展開している。
- 2016年（平成28年）10月 、神戸＆幕張メッセにて、VAMPS HALLOWEEN PARTY 2016にサプライズで登場。DAIGOが『モンスターハンター ストーリーズ』のCMに出演している縁もあり、モンスタハンターの仮装で登場。そこへ「ちっちゃいおっさん」がモンスター役としてサプライズ登場し、会場を盛り上げた。対決するもDAIGOに腹巻きを狩られ、そのまま「WE GO」がスタートした。ゲストには他にもmongol800、hyde（vamps）、tommy（The brilliant green vol.）、青木隆治、でんぱ組.incなどが登場し、ちっちゃいおっさんとの写真がinstagram twitterに上げられている。その後mongol800のボーカル上江洌（ウエズ）と仲良く、repostし合っている。
- 2019年（令和元年）8月 、ちっちゃいおっさんの愛犬「八木」がInstagramを始める。

## メディア出演

### テレビ番組
- NHK
  - 名作ホスピタル - 2013年9月21日,28日
- NHK Eテレ
  - 大!天才てれびくん - 2014年1月23日

- テレビ大阪
  - たかじんNOマネー - 2014年5月17日

- 日本テレビ
  - ダウンタウンのガキの使いやあらへんで!! - ダウンタウンは尼崎市出身 - 2013年3月31日
  - 行列のできる法律相談所 - 2013年5月12日
  - ヒルナンデス! - 2013年6月26日
  - 24時間テレビ36 - 2013年8月25日
  - PON! - 2013年9月28日（「ゆるキャラグルメフェスティバル」の告知）
  - 人生が変わる1分間の深イイ話 - 2013年9月30日
  - うわっ!ダマされた大賞 - 2013年10月14日
  - ZIP!-「外国人が喋るゆるキャラに聞いてみた」のコーナー - 2013年12月3日
  - エンタの神様 - 鮒っちー（スギちゃん）と共演 - 2013年12月7日
  - 絶対に笑ってはいけない地球防衛軍24時 - 2013年12月31日
  - クイズ！あなたは小学5年生より賢いの？-2023年7月7日

- テレビ朝日
  - やじうまテレビ! - 2012年10月25日 - はじめてのテレビ出演
  - くりぃむクイズ ミラクル9 - 2013年9月18日
  - クイズプレゼンバラエティー Qさま!! - 2014年1月6日
- TBS
  - 王様のブランチ - 2012年12月8日
  - 朝ズバッ! - 2013年11月12日
  - Nスタ - 2013年11月12日
  - スパニチ!! あの町はなんで1位なの? - 2013年12月8日
  - クイズ☆正解は一年後 - 2015年12月30日

- フジテレビ
  - ネプリーグ
  - ライオンのごきげんよう - 2013年7月29日（ふなっしーと共演）
  - スーパーニュース - お天気コーナー - 2013年8月15日（志木市文化スポーツ振興公社公式キャラ カパルと共演）
  - カスペ!・ものまねスター誕生！超ものまね大好きさん全国から大集合スペシャル - 2013年8月27日
  - FNNスーパーニュース - お天気コーナー - 2013年10月7日 - 10月11日
  - 森田一義アワー 笑っていいとも! - 『正直言う太郎』コーナー - 2013年11月11日
  - めざましテレビ-「カルベや」のコーナー - 2013年11月26日
  - めざにゅー - 聞きまshowのコーナー - 2013年11月28日（ゆるキャラさみっと in 羽生の様子紹介）
  - めざましテレビ - 2013年12月9日
  - ノンストップ! - 2013年12月9日（電話出演）
  - 『コレを言わずに年が越せるか！ぶっちゃけ告白TV！カミングアウト祭！2013』- 2013年12月27日
  - 日本語探Qバラエティ クイズ!それマジ!?ニッポン - 2014年4月20日
  - 芸能界特技王決定戦 TEPPEN - 2015年1月3日 - 親友のふなっしーの応援に駆けつけたつもりが実際にエアーホッケーに参戦している。
  - スーパーニュース - 2015年1月13日 - ふるさと祭りにて開催されたダンス選手権大会でのダンス＆コメントで出演。
  - ペケポン - 2015年2月6日 - 引き出し王決定戦でクイズに挑戦した。
  - ふなっしー探偵 - 2016年1月7日
  - Kawaii JAPAN-da!! - 2017年11月14日〜　英語講師として有名タレントや芸能人に指導している。

### ウェブアニメ
- 『ちっちゃいおっさん～ワシと八木と、時々、オカン～』 - 2012年にYouTubeにて公開

### テレビCM
- ウィルコム（2013年）
- 園田競馬場（2013年 - ）
- 養命酒製造（関東限定）[16]
- 十六茶（2014年2月4日 - ）[17]。
- バンダイナムコゲームス『ご当地キャラ鉄道』（2014年11月4日 - ）[18]　第2弾PV及びCM出演
- Panasonic『プライベートビエラ』（2015年11月26日 - ）　持ち運び篇[19]・お風呂篇[20]CM出演

### WEB CM
- クレディセゾン [21][22][23]「頭は使いよう。カードも使いよう。」にて必殺技「ハゲチョビーム」を出している。
- 花王『ハミングファイン』ちっちゃいおっさんが就任している「ハミングファイン特命24時間防臭部長」のCM くっちゃいおっさんだった頃編、東京編、部屋干し編に出演[24]
- Panasonic『プライベートビエラ』[25]
- 内閣府『津波防災ひろめ隊』津波てんでんこ編 - ふなっしー、くまモン、ちっちゃいおっさんの日本を代表するキャラとして啓発活動に参画
- 花王『メリット　シャンプー＆コンディショナー』（2019年8月 - ）　ちっちゃいおっさん・ふなっしー・イーサキングの3人でWEBとSNSキャンペーンコラボ

### ラジオ番組
- KISS FM KOBE - 2013年7月15日
- FM NACK5 The Nutty Radio Show おに魂 - 2014年2月5日
- FM OSAKA - 2014年〜現在 - 地元尼崎の園田競馬場イベント開催前には毎回出演している。

### 漫画
- 4コマ漫画誌『まんがくらぶオリジナル』（竹書房）において、どっこい笑太郎によって『ちっちゃいおっさん〜ワシと八木と時々オカン〜』が2013年9月号から[26]2014年5月号にかけて連載された。
- 漫画アプリ『comico PLUS』（NHN comico）において、瑞/の作画で2016年8月29日より2017年1月4日まで連載された。

### 小説・書籍
- 集英社みらい文庫『ちっちゃいおっさん』（2014年10月3日発売）[27] 酒田ファミリーのドタバタ劇を描いている。

### 媒体・雑誌
- 東芝（読売新聞・関西限定）[28] 新しいモノ、新しいこと。において生活家電の紹介している。
- 白夜書房懸賞ナビ2月号[29] ガバちゃん×ちっちゃいおっさんスペシャル対談!!

## その他
- 自治体非公認で、ご当地キャラとして自ら話すという特徴をお互いに持つふなっしーとは親友である[30]。
- ゲームアプリ「ちっちゃいおっさんダッシュ」(iOS)